# Liste der denkmalgeschützten Objekte in Mannersdorf an der Rabnitz
Die Liste der denkmalgeschützten Objekte in Mannersdorf an der Rabnitz enthält die 20 denkmalgeschützten, unbeweglichen Objekte der Gemeinde Mannersdorf an der Rabnitz.

## Denkmäler
| Foto |                 | Denkmal | Standort                                                                | Beschreibung | Metadaten |
| ---- | --------------- | --- | ----------------------------------------------------------------------- | --- | --- |
| ja   | Datei hochladen | Ehem. Zisterzienserkloster HERIS-ID: 47188 Objekt-ID: 49874                                                        | Feldgasse, Klostermarienberg 1 Standort KG: Klostermarienberg           | Das ehemalige Zisterzienserkloster vom Stift Lilienfeld wurde auf den Ruinen des Vorgängerklosters vom Stift Heiligenkreuz erbaut. | BDA-Hist.: Q15823902 Status: § 2a Stand der BDA-Liste: 2025-06-30 Name: Ehem. Zisterzienserkloster GstNr.: 1 Kloster Marienberg, Burgenland                                                                             |
| ja   | Datei hochladen | Kath. Pfarrkirche hl. Georg und Mariae Himmelfahrt HERIS-ID: 75832 Objekt-ID: 89338                                | Feldgasse, Klostermarienberg 1 Standort KG: Klostermarienberg           | Der Zentralbau in der Grundform eines Griechischen Kreuzes wurde ab 1741 erbaut und 1780 geweiht und hat eine reiche Ausstattung im Stil des Rokoko aus der Bauzeit. Altarbilder von Stephan Schaller aus 1757 und 1770. | BDA-Hist.: Q15840295 Status: § 2a Stand der BDA-Liste: 2025-06-30 Name: Kath. Pfarrkirche hl. Georg und Mariae Himmelfahrt GstNr.: 1 Pfarrkirche hl. Georg und Mariae Himmelfahrt, Klostermarienberg                    |
| ja   | Datei hochladen | Wirtschaftshof, ehem. Marienhof, mit div. Wirtschaftsbauten HERIS-ID: 71839 Objekt-ID: 85038                       | Feldgasse, Klostermarienberg 1 Standort KG: Klostermarienberg           | | BDA-Hist.: Q38128483 Status: § 2a Stand der BDA-Liste: 2025-06-30 Name: Wirtschaftshof, ehem. Marienhof, mit div. Wirtschaftsbauten GstNr.: 1 Marienhof, Klostermarienberg                                              |
| ja   | Datei hochladen | Ehem. romanische Klosteranlage HERIS-ID: 81663 Objekt-ID: 95442                                                    | Hauptstraße, Klostermarienberg 10 Standort KG: Klostermarienberg        | Gotische Reste beim Kreuzgang, Fenster, Portal sind im Kloster Marienberg baulich integriert. Architektonische Fundstücke werden ebendort verwahrt. Im Außenbereich werden ergrabene Grundmauern mit Schotter oder Plattenbelag sichtbar dargestellt. | BDA-Hist.: Q38176297 Status: § 2a Stand der BDA-Liste: 2025-06-30 Name: Ehem. romanische Klosteranlage GstNr.: 1, 10, 11/1, 12/2, 2, 9/1, 11/2, 11/5                                                                    |
| ja   | Datei hochladen | Gnadenstuhl HERIS-ID: 71840 Objekt-ID: 85039                                                                       | bei Waldgasse 1, Klostermarienberg Standort KG: Klostermarienberg       | Die Dreifaltigkeitssäule aus 1729. Sockelfiguren Maria, Sebastian, Florian. Gnadenstuhl auf Säule. | BDA-Hist.: Q38128494 Status: § 2a Stand der BDA-Liste: 2025-06-30 Name: Gnadenstuhl GstNr.: 271/3 Gnadenstuhl, Klostermarienberg                                                                                        |
| ja   | Datei hochladen | Bildstock, Antonisäule HERIS-ID: 88157 Objekt-ID: 102686                                                           | Standort KG: Klostermarienberg                                          | | BDA-Hist.: Q37723813 Status: Bescheid Stand der BDA-Liste: 2025-06-30 Name: Bildstock, Antonisäule GstNr.: 639 Antonisäule, Klostermarienberg                                                                           |
| ja   | Datei hochladen | Granarium HERIS-ID: 71852 Objekt-ID: 85051seit 2015                                                                | bei Am Tabor 2 Standort KG: Mannersdorf an der Rabnitz                  | | BDA-Hist.: Q38128510 Status: Bescheid Stand der BDA-Liste: 2025-06-30 Name: Granarium GstNr.: 501/51 Schüttkasten Mannersdorf an der Rabnitz                                                                            |
| ja   | Datei hochladen | Gnadenstuhl HERIS-ID: 71857 Objekt-ID: 85056                                                                       | bei Hauptstraße, Mannersdorf 41 Standort KG: Mannersdorf an der Rabnitz | Dreifaltigkeitssäule, mit 1729 bezeichnet, 1959 restauriert. Sockelfiguren Antonius und Aloysius. Gnadenstuhl auf Weinlaubsäule. | BDA-Hist.: Q38128536 Status: § 2a Stand der BDA-Liste: 2025-06-30 Name: Gnadenstuhl GstNr.: 221/1 Gnadenstuhl, Mannersdorf an der Rabnitz                                                                               |
| ja   | Datei hochladen | Pfarrhof HERIS-ID: 71855 Objekt-ID: 85054                                                                          | Hauptstraße, Mannersdorf 49 Standort KG: Mannersdorf an der Rabnitz     | | BDA-Hist.: Q38128518 Status: § 2a Stand der BDA-Liste: 2025-06-30 Name: Pfarrhof GstNr.: 152 Pfarrhof Mannersdorf an der Rabnitz                                                                                        |
| ja   | Datei hochladen | Kath. Pfarrkirche Hl. Dreifaltigkeit und ehem. Friedhof HERIS-ID: 47224 Objekt-ID: 49939                           | Hauptstraße, Mannersdorf 51 Standort KG: Mannersdorf an der Rabnitz     | Die katholische Pfarrkirche in der Ortsmitte ist von einer Wehrmauer umgeben. Der gotische Chor stammt aus der 1. Hälfte des 14. Jahrhunderts, das barocke Schiff wurde 1748 neu erbaut. In den Apsisschrägen wurden 1965 gotische Wandmalereien freigelegt und restauriert. Die Bilder und Schnitzfiguren sowie ein großes Kruzifix im Innenraum stammen vorwiegend aus dem 18. Jahrhundert. | BDA-Hist.: Q23541735 Status: § 2a Stand der BDA-Liste: 2025-06-30 Name: Kath. Pfarrkirche Hl. Dreifaltigkeit und ehem. Friedhof GstNr.: 155 Pfarrkirche Hl. Dreifaltigkeit, Mannersdorf an der Rabnitz                  |
| ja   | Datei hochladen | Kapelle hl. Rosalia HERIS-ID: 57208 Objekt-ID: 67031                                                               | Standort KG: Mannersdorf an der Rabnitz                                 | Der neogotische Rechteckbau mit halbrunder Apsis und Türmchen. Über der Türe mit 1884 bezeichnet. | BDA-Hist.: Q38075197 Status: § 2a Stand der BDA-Liste: 2025-06-30 Name: Kapelle hl. Rosalia GstNr.: 2541/2 Kapelle hl. Rosalia, Mannersdorf an der Rabnitz                                                              |
| ja   | Datei hochladen | Kath. Filialkirche hl. Leonhard HERIS-ID: 57211 Objekt-ID: 67035                                                   | Hauptstraße, Liebing 25 Standort KG: Rattersdorf-Liebing                | Die Filialkirche hl. Leonhard in der Ortsmitte von Liebing wurde von 1905 bis 1907 erbaut und am 6. November 1907 geweiht. Die Südwestfassade ist mit dem Turm reich gegliedert. Ausstattung aus der Bauzeit. Kruzifix um 1800 mit großem Korpus auf neuem Kreuz. | BDA-Hist.: Q38075206 Status: § 2a Stand der BDA-Liste: 2025-06-30 Name: Kath. Filialkirche hl. Leonhard GstNr.: 3839 Kath. Filialkirche hl. Leonhard, Liebing                                                           |
| ja   | Datei hochladen | Kath. Pfarr- und Wallfahrtskirche Mariä Geburt und Heimsuchung mit ehem. Friedhof HERIS-ID: 71860 Objekt-ID: 85059 | Hauptstraße, Rattersdorf 10 Standort KG: Rattersdorf-Liebing            | Die Pfarr- und Wallfahrtskirche Mariä Geburt und Mariä Heimsuchung mit dem Gnadenbild Maria lactans in der Ortsmitte hat ein Nordschiff und ein Mittelschiff und ein südliches Seitenschiff mit Nebenräumen und einen in die Westfassade eingebundenen Turm und ist von einer Wehrmauer und einem ehemaligen Friedhof umgeben.                                                                | BDA-Hist.: Q16295351 Status: § 2a Stand der BDA-Liste: 2025-06-30 Name: Kath. Pfarr- und Wallfahrtskirche Mariä Geburt und Heimsuchung mit ehem. Friedhof GstNr.: 1 Wallfahrtskirche Mariae Geburt, Rattersdorf-Liebing |
| ja   | Datei hochladen | Marienkapelle an der Friedhofsmauer HERIS-ID: 57212 Objekt-ID: 67036                                               | gegenüber Schulgasse 4, Rattersdorf Standort KG: Rattersdorf-Liebing    | Die Marienkapelle aus dem 18. Jahrhundert an der Ostseite des ehemaligen Friedhofs ist ein quadratischer Bau mit geschweiftem Giebel und einem Platzlgewölbe. | BDA-Hist.: Q38075215 Status: § 2a Stand der BDA-Liste: 2025-06-30 Name: Marienkapelle an der Friedhofsmauer GstNr.: 1 Marienkapelle, Rattersdorf-Liebing                                                                |
| ja   | Datei hochladen | Pfarrhof HERIS-ID: 71858 Objekt-ID: 85057                                                                          | Hauptstraße, Rattersdorf 12 Standort KG: Rattersdorf-Liebing            | Der Pfarrhof aus dem 19. Jahrhundert neben der Kirche hat einen Laubengang. | BDA-Hist.: Q38128547 Status: § 2a Stand der BDA-Liste: 2025-06-30 Name: Pfarrhof GstNr.: 2 Pfarrhof Rattersdorf |
| ja   | Datei hochladen | Kath. Filialkirche hl. Radegundis HERIS-ID: 47327 Objekt-ID: 50252                                                 | Kirchengasse, Unterloisdorf 1 Standort KG: Unterloisdorf                | Die einschiffige Filialkirche mit vorgesetztem Westturm steht am westlichen Ortsende. Sie wurde 1775 erbaut und seither mehrfach restauriert. Hochaltar, rechter Seitenaltar und Kanzel stammen aus der Bauzeit. | BDA-Hist.: Q38026390 Status: § 2a Stand der BDA-Liste: 2025-06-30 Name: Kath. Filialkirche hl. Radegundis GstNr.: 1 Kath. Filialkirche hl. Radegundis, Unterloisdorf                                                    |
| ja   | Datei hochladen | Friedhofskapelle HERIS-ID: 71795 Objekt-ID: 84991                                                                  | Günserstraße, Unterloisdorf 6 Standort KG: Unterloisdorf                | Friedhofskapelle mit geschweiftem Giebel mit 1818 datiert. Mit Kruzifix, Pietà und Gedenktafeln. | BDA-Hist.: Q38128374 Status: § 2a Stand der BDA-Liste: 2025-06-30 Name: Friedhofskapelle GstNr.: 1409 |
| ja   | Datei hochladen | Dorfzentrum, ehem. Schule HERIS-ID: 71834 Objekt-ID: 85033                                                         | Hauptstraße, Unterloisdorf 41 Standort KG: Unterloisdorf                | | BDA-Hist.: Q38128463 Status: § 2a Stand der BDA-Liste: 2025-06-30 Name: Dorfzentrum, ehem. Schule GstNr.: 60/1 Dorfzentrum, Schule, Unterloisdorf                                                                       |
| ja   | Datei hochladen | Rochuskapelle HERIS-ID: 71838 Objekt-ID: 85037                                                                     | Standort KG: Unterloisdorf                                              | Rochuskapelle westlich vom Ort Unterloisdorf. Um 1800 erbaut. Kleiner Rechteckbau mit Holzfigur hl. Florian. | BDA-Hist.: Q38128474 Status: § 2a Stand der BDA-Liste: 2025-06-30 Name: Rochuskapelle GstNr.: 1790 Rochuskapelle Unterloisdorf                                                                                          |
| ja   | Datei hochladen | Annakapelle HERIS-ID: 71824 Objekt-ID: 85022                                                                       | Standort KG: Unterloisdorf                                              | Rechteckiger Bau mit geschweiftem Giebel am Rand des ehemaligen Friedhofs. 1875 erbaut. | BDA-Hist.: Q38128455 Status: § 2a Stand der BDA-Liste: 2025-06-30 Name: Annakapelle GstNr.: 1464 Annakapelle, Unterloisdorf                                                                                             |